# 郷鍈治
郷 鍈治（ごう えいじ、1937年5月29日 - 1992年9月11日）は、日本の俳優。本名：瀬川 鍈治（せがわ えいじ）。旧姓：宍戸（ししど）。
妻はちあきなおみ。兄は宍戸錠、甥は宍戸開。大阪府大阪市出身。明治大学経営学部卒業。

## 来歴・人物
1960年、日活に入社し『狂熱の季節』で俳優デビュー。兄の錠とは『早射ち野郎』など複数の作品で共演。映画『ハレンチ学園』で錠が演じたマカロニ先生を、テレビドラマで演じている。日活がロマンポルノに転向したため、1972年の千葉真一主演映画『麻薬売春Gメン 恐怖の肉地獄』（東映）を皮切りに、他社の作品にも出演していく。
その強面の容貌からヤクザ・凶悪犯・殺し屋などの悪役を演じる機会が多かった。1974年の映画『0課の女・赤い手錠』では、弟をビール瓶で撲殺してから半狂乱になって暴れ回り惨死する誘拐犯役や、1973年のテレビドラマ『仮面ライダーV3』では、敵の幹部・キバ男爵に扮した。また、1974年の『直撃! 地獄拳』シリーズでは鍛え上げた筋骨隆々の身体を披露している一方で、相棒の千葉真一・佐藤允にコケにされる金庫破りや、『高校生無頼控 感じるウ〜ムラマサ』（1973年）のマヌケなチンピラなど、単細胞で他人に振り回される役をコミカルに演じた。
1973年に錠の紹介で知り合った、歌手・女優のちあきなおみと1978年に結婚。同時期に2人はトーク番組『ラブラブショー』にも出演。ちあきの実家である瀬川家へ婿入りし、ちあきの個人事務所を設立し社長兼マネージャー・プロデューサーになる。俳優業については1980年代前半にひっそりと引退した。
夫婦の生活の基盤として広尾に純喫茶「COREDO」を開店。郷がコーヒーを淹れる喫茶店は業界人の溜まり場となる。さらに活動休止中の際はちあきも店を手伝ったこともあった。
1992年、肺癌で死去。55歳没。郷の早過ぎた死は、郷を深く愛していた妻のちあきの歌手業を含めた芸能活動完全休止の契機となり、その後もちあきに芸能界復帰を全く考えさせない原因であると伝えられている。
「COREDO」の屋号は脚本家の桃井章が引継ぎ場所を広尾から乃木坂へ移し、バーおよび小劇場として2013年まで営業した。

## 出演

### 映画
- 打倒　監督 松尾昭典（1960.3.20　日活　拳闘部南）
- 俺は流れ星　監督 野口博志（1960.6.18　日活　ゲン）
- 狂熱の季節　監督 蔵原惟繕 （1960.9.3　日活　勝）
- 海の情事に賭けろ　監督 野口博志（1960.9.17　日活　中井）
- 幌馬車は行く　監督 野口博志（1960.10.22　日活　柄政）
- 雨に咲く花　監督 中島義次（1960.11.30　日活　芳公）
- 拳銃無頼帖 明日なき男　監督 野口博志（1960.12.3　日活　三島）
- 都会の空の用心棒　監督 野村孝（1960.12.7　日活　松井）
- 破れかぶれ　監督 蔵原惟繕（1961.2.11　日活　次郎）
- 早射ち野郎　監督 野村孝（1961.4.1　日活　松井）
- 大海原を行く渡り鳥　監督 斎藤武市（1961.4.29　日活　哲）
- ろくでなし野郎　監督 松尾昭典（1961.5.13　日活　鉄）
- 散弾銃の男　監督 鈴木清順（1961.6.4　日活　勝）
- 太陽、海を染めるとき　監督 舛田利雄（1961.7.15　日活　スクラップ）
- 闘いつづける男　監督 西河克己（1961.7.23　日活　江見克彦）
- 高原児(1961)　監督 斎藤武市（1961.8.13.　 日活　クレイジイ・ゲン）
- 追跡(1961)　監督 西河克己（1961.9.10　日活　岸本昭造）
- 海峡、血に染めて　監督 鈴木清順（1961.10.1　日活　ネコ松）
- 嵐を突っ切るジェット機　監督 蔵原惟繕（1961.11.1　日活　村上吾郎）
- 黒い傷あとのブルース　監督 野村孝（1961.12.10　日活　丈二）
- 北帰行より 渡り鳥北へ帰る　監督 斎藤武市（1962.1.3　日活　ハジキの政(立野取締官) ）
- 姿なき追跡者　監督 古川卓巳（1962.2.25　日活　牧吾郎）
- 黒いダイス　監督 牛原陽一（1962.3.25　日活　枝島鉄男）
- 夢がいっぱい暴れん坊　監督 松尾昭典（1962.4.1　日活　江戸川忠次）
- 機動捜査班　東京午前零時　監督 小杉勇（1962.5.20　日活　戸田）
- 抜き射ち三四郎　監督 山崎徳次郎（1962.6.3　日活　貝原）
- 機動捜査班　港の掠奪者　監督 小杉勇（1962.7.25　日活　大浦）
- 零戦黒雲一家　監督 舛田利雄（1962.8.12　日活　崔文喜）
- 機動捜査班　東京暴力地図　監督 小杉勇（1962.9.22　日活　勝又）
- 拳銃は淋しい男の歌さ　監督 山崎徳次郎（1962.10.21　日活　多巻健）
- 望郷の海　監督 古川卓巳（1962.10.21　日活　竹村）
- 危いことなら銭になる　監督 中平康（1962.12.1　日活　ビッグの修）
- 海の鷹　監督 古川卓巳（1963.1.11　日活　五郎）
- 灼熱の椅子　監督 野口博志（1963.1.23　日活　ジョー）
- 機動捜査班　裸の眼　監督 小杉勇（1963.1.30　日活　柏木)
- 機動捜査班　警視十三号応答なし　監督 小杉勇（1963.3.31　日活　瀬川）
- 野獣の青春　監督 鈴木清順（1963.4.21　日活　武智茂)
- 伊豆の踊子　監督 西河克己（1963.6.2　日活　人夫頭)
- 午前零時の出獄(1963)　監督 山崎徳次郎（1963.6.16　日活　小島）
- 夜霧のブルース　監督 野村孝（1963.6.30　日活　勝）
- 探偵事務所23　銭と女に弱い男　監督 柳瀬観（1963.7.7　日活　本城）
- 関東遊侠伝　監督 松尾昭典（1963.8.11　日活　万屋一家三次）
- アリバイ(1963)　監督 牛原陽一（1963.8.25　日活　林）
- 虎の子作戦　監督 柳瀬観（1963.9.11　日活　村越）
- 遊侠無頼　監督 野口晴康（1963.10.13　日活　友吉）
- 地獄の祭典　監督 牛原陽一（1963.12.8　日活　郷田　）
- 姿なき拳銃魔　監督 小杉勇（1964.3.4　日活　殺し屋・佃）
- 抜き射ちの竜 拳銃の歌　監督 野口晴康（1964.4.4　日活　両刃の源）
- 若い港　監督 柳瀬観（1964.5.13　日活　横川）
- 生きている狼　監督 井田探（1964.5.23　日活　内藤）
- 男の紋章　花と長脇差　監督 滝沢英輔（1964.11.11　日活　貞）
- 殺られてたまるか(1964)　監督 山崎徳次郎（1964.11.11　日活　黒松）
- 黒い海峡　監督 江崎実生（1964.12.31　日活　時田 役）
- 拳銃無頼帖 流れ者の群れ　監督 野口晴康（1965.1.15　日活　青大将）
- 花咲く乙女たち　監督 柳瀬観（1965.1.24　日活　幹部田村）
- 投げたダイスが明日を呼ぶ　監督 牛原陽一（1965.2.13　日活　浦辺）
- 城取り （1965年、日活） - 富田一八
- 拳銃野郎　監督 井田探（1965.2.13　日活　司会者）
- あばれ騎士道　監督 小杉勇（1965.3.6　日活　松岡）
- 青春の裁き　監督 小杉勇（1965.4.14　日活　十和田）
- 涙をありがとう　監督 森永健次郎（1965.4.29　日活　高木）
- 夜霧の脱出　監督 小杉勇（1965.6.9　日活　黒川）
- 真紅な海が呼んでるぜ　監督 松尾昭典（1965.7.3　日活　猪俣）
- 賭場の牝猫　監督 野口晴康（1965.7.28　日活　和田）
- 大日本殺し屋伝　監督 野口晴康（1965.8.25　日活　イノ）
- 三匹の野良犬　監督 牛原陽一（1965.9.4　日活　東田 　頬に傷のある男）
- 泣かせるぜ　監督 松尾昭典（1965.10.1　日活　大沢 ）
- 黒い賭博師 ダイスで殺せ　監督 江崎実生（1965.10.8　日活　リュー）
- 男の紋章　俺は斬る　監督 井田探（1965.10.8　日活　酒井）
- 野郎に国境はない　監督 中平康（1965.11.13　日活　黒眼鏡の男）
- 拳銃無宿 脱獄のブルース　監督 森永健次郎（1965.12.4　日活　工藤）
- マカオの竜　監督 江崎実生（1965.12.18　日活　畑）
- 黒い賭博師 悪魔の左手　監督 中平康（1966.1.27　日活　ジャバラ）
- 俺にさわると危ないぜ　監督 長谷部安春（1966.2.12　日活　サブ）
- 賭場の牝猫　捨身の勝負　監督 野口晴康（1966.3.12　日活　新吉）
- 東京流れ者　監督 鈴木清順（1966.4.10　日活　田中）
- 夜霧の慕情　監督 松尾昭典（1966.6.1　日活　花輪）
- 骨まで愛して　監督 斎藤武市（1966.7.9　日活　哲）
- あなたの命　監督 斎藤武市（1966.8.13　日活　谷）
- 帰らざる波止場　監督 江崎実生（1966.8.13　日活　大滝）
- 殺るかやられるか　監督 野村孝（1966.9.7　日活　宇佐見市郎）
- 三匹の牝猫　監督 井田探（1966.9.7　日活　木村）
- アジア秘密警察　監督 松尾昭典（1966.12.10　日活　本郷）
- 不死身なあいつ　監督 斎藤武市（1967.1.14　日活　殺し屋A）
- 新・男の紋章 若親分誕生　監督 井田探（1967.2.4　日活　ステッキ松）
- 夜霧よ今夜も有難う　監督 江崎実生（1967.3.11　日活　ビル）
- 花を喰う蟲　監督 西村昭五郎（1967.6.15　日活　陸宗夫）
- 関東も広うござんす　監督 野口晴康（1967.6.28　日活　源）
- 七人の野獣　監督 江崎実生（1967.8.1　日活　鉄）
- 波止場の鷹　監督 西村昭五郎（1967.8.12　日活　土屋）
- ザ・スパイダースのゴー・ゴー・向う見ず作戦 監督 斎藤武市（1967.8.26 日活　カウボーイ）
- 錆びたペンダント　監督 江崎実生（1967.9.14　日活　町田）
- 七人の野獣　血の宣言　監督 江崎実生（1967.10.21　日活　鉄）
- 血斗　監督 舛田利雄（1967.11.18　日活　山岡権三）
- 黄金の野郎ども　監督 江崎実生（1967.12.23　日活　加賀）
- 赤道を駈ける男　監督 斎藤武市（1968.4.28　日活　佐伯）
- 無頼非情　監督 江崎実生（1968.8.1　日活　久保）
- 鮮血の賭場　監督 野村孝（1968.8.14　日活　蛾十郎）
- あゝひめゆりの塔　監督 舛田利雄（1968.9.21　日活　杉山中尉）
- 縄張はもらった 監督 長谷部安春（1968.10.5　日活　中津）
- 無頼 黒匕首　監督 小沢啓一（1968.12.28　日活　山木）
- 地獄の破門状　監督 舛田利雄（1969.1.22　日活　古沢武）
- 女の警察　監督 江崎実生（1969.2.8　日活　餅原）
- 女番長　仁義破り　監督 江崎実生（1969.2.22　日活　伊吹）
- 無頼 殺せ　監督 小沢啓一（1969.3.15　日活　花井鉄次）
- 昇り竜 鉄火肌　監督 石井輝男（1969.3.29　日活　松）
- やくざ渡り鳥 悪党稼業　監督 江崎実生（1969.4.16　日活　南条茂）
- 続 女の警察　監督 江崎実生（1969.5.28　日活　次郎）
- 代紋 地獄の盃　監督 松尾昭典（1969.6.14　日活　矢柄七郎）
- 残酷おんな私刑　監督 丹野雄二（1969.6.28　日活　向井）
- 昇り竜やわ肌開帳　監督 葛生雅美（1969.7.12　日活　哲次郎）
- 日本残侠伝　監督 マキノ雅弘（1969.8.9　日活　喧嘩寅松）
- やくざ番外地　監督 西村昭五郎（1969.9.13　日活　堤）
- 女の手配師　池袋の夜　監督 武田一成（1969.9.27　日活　近藤朝夫）
- 刺客列伝　監督 西村昭五郎（1969.12.6　日活　）
- 嵐の勇者たち　監督 舛田利雄（1969.12.31　日活　英）
- 盛り場仁義　監督 長谷部安春（1970.1.24　日活　殺し屋）
- 斬り込み 監督 澤田幸弘（1970.3.7　日活　花井浩）
- 日本最大の顔役　監督 松尾昭典（1970.4.18　日活　柳田）
- 花の特攻隊 あゝ戦友よ　監督 森永健次郎（1970.5.16　日活　特攻隊長）
- 鮮血の記録　監督 野村孝（1970.6.10　ダイニチ　飯田）
- 女の警察　乱れ蝶　監督 小沢啓一（1970.7.11　ダイニチ　竜村四郎）
- ネオン警察 ジャックの刺青　監督 武田一成（1970.10.14　ダイニチ　倉原俊太郎）
- 土忍記　風の天狗　監督 小沢啓一（1970.11.14　ダイニチ　玄馬）
- 野良猫ロック マシン・アニマル　監督 長谷部安春（1970.11.22　ダイニチ　佐倉）
- 野良猫ロック 暴走集団'71　監督 藤田敏八（1971.1.3　ダイニチ　総統）
- 夜の最前線 東京（秘）地帯　監督 井田探（1971.2.6　ダイニチ　加賀三郎）
- 谷岡ヤスジのメッタメタ　ガキ道講座　監督 江崎実生（1971.3.20　ダイニチ　クゴ作）
- 関東幹部会　監督 澤田幸弘（1971.4.24　ダイニチ　畑中健次）
- 暴力団・乗り込み　監督 江崎実生（1971.5.5　ダイニチ　星野五郎）
- 流血の抗争　監督 長谷部安春（1971.6.10　ダイニチ　胴元） ※宍戸錠との兄弟共演
- 関東破門状 監督 小沢啓一（1971.7.3　ダイニチ　紘二）
- 逆縁三つ盃　監督 野村孝（1971.7.31　ダイニチ　貞）
- 麻薬売春Gメン 恐怖の肉地獄　監督 高桑信（1972.12.16　東映　比嘉重吉）
- やくざと抗争 実録安藤組　監督 佐藤純彌（1973.3.3　東映　勇吉）
- ボディガード牙　監督 鷹森立一（1973.5.24　東映　熊沢徹）
- ゴキブリ刑事　監督 小谷承靖（1973.6.9　東宝　川上）
- 高校生無頼控 感じるウ〜ムラマサ （1973.6.23 東宝） - 山本又一郎
- 実録 私設銀座警察　監督 佐藤純彌（1973.7.4　東映　山根順）
- ボディガード牙 必殺三角飛び　監督 鷹森立一（1973.10.13　東映　竜塚）
- 現代任侠史　監督 石井輝男（1973.10.27　東映） - 松田初治）
- 実録安藤組 襲撃篇　監督 佐藤純彌（1973.12.1　東映　平田武）
- 0課の女 赤い手錠　監督 野田幸男（1974.5.21　東映　仲原義秀）
- 直撃! 地獄拳　監督 石井輝男（1974.8.10　東映　桜一郎）
- 安藤組外伝 人斬り舎弟　監督 中島貞夫（1974.11.1　東映　木谷孝）
- あばよダチ公 澤田幸弘（1974.11.22　日活　半田）
- ザ・ヤクザ （1974.12.28 ワーナー・ブラザース）
- 直撃地獄拳 大逆転　監督 石井輝男（1974.12.28　東映　桜一郎）
- 日本任侠道 激突篇　監督 山下耕作（1975.1.15　東映　吉野壮児郎）
- 仁義の墓場　監督 深作欣二（1975.2.15　東映　杉浦誠）
- 大脱獄　監督 石井輝男（1975.4.5　東映　南川剛太）
- 華麗なる追跡　監督 鈴木則文（1975.4.26　東映　白崎勲）
- 新幹線大爆破　監督 佐藤純彌（1975.7.5　東映　藤尾信次）
- 実録外伝 大阪電撃作戦　監督 中島貞夫（1976.1.31　東映　平田清次）
- 子連れ殺人拳　監督 山口和彦（1976.4.10　東映　東田鉄次 役）
- 新仁義なき戦い 組長最後の日　監督 深作欣二（1976.4.24　東映　ジョー）
- 脱走遊戯　監督 山下耕作（1976.6.19　東映　ジョーズ）
- 四畳半青春硝子張り　監督 加藤彰（1976.8.21　日活　杉森）
- 化石の荒野　監督 長谷部安春（1982.4.17　東映　山沢雪彦）

### テレビドラマ
- 特捜シリーズ 噂の無法者（1964年、CX）
- 開化探偵帳（1968年、NHK）
- かみなり三代 第5話「断られた縁談」（1968年、NTV / 日活）
- 新・平四郎危機一発（1969年、TBS）
- ハレンチ学園（1970年、12ch / 日活） - マカロニ先生
- プレイガールシリーズ（12ch / 東映）
  - プレイガール
    - 第88話「夕陽に消えた憎い奴」（1970年） - 向井刑事
    - 第129話「凄さ世界一の女」（1971年） - 田湖刑事
    - 第138話「魚は陸で、女は海で釣れ」（1971年） - 田湖刑事
    - 第144話「八丈島(恥)物語」（1972年） - 五郎
    - 第147話「裏切り者は骨まで砕け」（1972年） - 田湖刑事
    - 第152話「女の寝技師」（1972年） - 伊井英三
    - 第159話「裸になって殺されて」（1972年） - 田湖刑事
    - 第175話「豚田警部の初恋-タダほど高い恋はない-」（1972年） - 田湖刑事
    - 第202話「強くあれ! 汝の敵は男なり」（1973年）- 田湖刑事
    - 第230話「裸の女は夏死ぬ」（1973年） - 明石治
    - 第260話「劇画風・殺しの合図は銀の鈴」（1974年） - 岩本竜二
    - 第270話「女の武器は濡れた肌」（1974年） - 石倉

  - プレイガールQ （1975年）
    - 第19話「スリラー・寝室の殺人鬼」
    - 第33話「女の武器は燃えた肌」 - 島岡徹
    - 第36話「私の裸を見せないで」 - 森ディレクター
    - 第41話「放送300回記念・東京エマニエル夫人」 - クラブ・エマニエルの客(友情出演、ノンクレジット)
    - 第47話「抱いた札束裸で消えた」 - 黒木
    - 第56話「なんで私をベッドで泣かすの」 - 夏村志郎
- ザ・ガードマン（TBS / 大映テレビ室） 
  - 第321話「結婚式から逃げた花嫁」（1971年） - 立川
  - 第334話「荒野のカー・アクション殺人」（1971年） - 内海
  - 第339話「追い出された花嫁は復讐する」（1971年） - 城戸
- 大江戸捜査網（12ch / 日活〜三船プロ）
  - 第35話「やくざ子守唄」（1971年） - 稲葉剛之進
  - 第63話「過去を捨てた謎の女」（1972年） - 高瀬伊織
  - 第67話「三匹の用心棒」（1972年） - 飛礫の丈太郎
  - 第183話「観音像を奪回せよ!」（1975年） - 山中伊賀介
  - 第211話「幻の殺人者」（1975年）  - 成瀬源之助
  - 第263話「ふたり隠密、華麗に参上!」（1976年） - 嵐の左源太
  - 第552話「お白州無用! 孤独の暗殺者」（1982年） - 結城平四郎
  - 第568話「鈴の音はおんなの忍び泣き」（1982年） - 政吉
- 清水次郎長 第1話・第2話「若親分誕生」（1971年、CX / 東映） - 佐吉
- ターゲットメン 第9話「吸血魔の面を剥げ」（1971年、NET / 東映）
- 銭形平次（CX / 東映)
  - 第296話「初手柄娘岡ッ引」 (1972年)　- 辰次郎
  - 第407話「悲しい傷跡」（1974年） - 民三
- 弥次喜多隠密道中 第16話「二人の無宿者」（1972年、NTV / 歌舞伎座テレビ室）
- 水戸黄門（TBS / C.A.L）
  - 第3部 第12話「消えた密書 -宮-」（1972年） - 儀助
  - 第4部第2話「天狗馬鹿」（1973年） - 天童玄蕃
- 荒野の素浪人（NET / 三船プロ）
  - 第10話「反逆 隠し砦の血闘」（1972年） - 一色軍兵衛
  - 第52話「流浪 殺しの子守唄」（1972年） - 鬼火の半次郎
- 木枯し紋次郎 第16話「月夜に吼えた遠州路」（1972年、CX / C.A.L） - 木原の仁太
- お祭り銀次捕物帳 第11話「脱獄 親子の十手」（1972年、CX / 東映） - 九鬼
- 紫頭巾事件帖 第16話「地獄の祭礼」（1972年、12ch/ 松竹） - 伝九郎
- 太陽にほえろ!（NTV / 東宝）
  - 第11話「愛すればこそ」（1972年） - 小池邦夫
  - 第62話「プロフェッショナル」（1973年） - 榎本
- 大岡越前 第3部 第30話、第31話「享保太平記（前・後篇）」（1973年、TBS / C.A.L） - 中間利平
- ワイルド7 第14話「カービン・シャドー」（1973年、NTV / 国際放映） - カービン・シャドー
- 旅人異三郎 第6話「復讐の鬼が舞い戻った」（1973年、12ch / 三船プロ） - 権蔵
- 仮面ライダーV3 第31話「呪いの大幹部キバ男爵出現!!」〜第35話「キバ男爵最後の変身」（1973年、MBS / 東映） - キバ男爵
- 唖侍 鬼一法眼 第4話「六道地獄橋」（1973年、NTV / 勝プロ） - 仙八
- 勝海舟（1974年、NHK） - 近藤勇
- ザ・ボディガード 第12話「女が死を選ぶとき」（1974年、NET / 東映） - シャンディアン
- 右門捕物帖 第30話「謎の闇念仏」（1974年、NET / 東映）
- 運命峠 第7話「仇討ち兄妹」（1974年、KTV / 東映） - 戸隠梅軒
- 座頭市物語 第17話「花嫁峠に夕陽は燃えた」（1975年、CX / 勝プロ） - 磯崎源之丞
- 長崎犯科帳 第6話「虎の罠を噛み破れ」（1975年、NTV / ユニオン映画） - 松蔵
- 新・七人の刑事 第2話「月光仮面」（1975年、TBS）
- Gメン'75 第7話「女子学生誘拐殺人事件」（1975年、TBS / 東映） - 北上刑事
- TOKYO DETECTIVE 二人の事件簿 第17話「恐怖! ゆがんだ愛情」（1975年、ABC / 大映テレビ）
- 新宿警察 第8話「汗まみれの逆転」（1975年、CX / 東映） - 大津
- 燃える捜査網 第10話「刑事なんか大嫌い!」（1975年、NET / 東映） - 権藤三郎
- 江戸を斬る（TBS / C.A.L）
  - 江戸を斬るII 第4話「人質を奪回せよ!」（1975年） - 多十郎
  - 江戸を斬るIII  第9話「暗闇の追跡」（1977年） - 清次（木鼠小僧）
- 大非常線 第6話「勇者は誰か」（1976年、NET / 東映） - 三田警部補
- 大都会 闘いの日々 第24話「急行十和田2号」（1976年、NTV / 石原プロ） - 染谷（時任組幹部）
- 新・二人の事件簿 暁に駆ける 第1話「野獣・海を渡る」（1976年、ABC / 大映テレビ）
- 非情のライセンス 第2シリーズ 第93話「兇悪のM16自動小銃」（1976年、NET / 東映） - 谷口竜治
- 破れ傘刀舟 悪人狩り 第90話「さすらい母恋い唄」（1976年、NET / 三船プロ） - 野村宅之進
- 夜明けの刑事 第86話「地上最強のカラテ 仕組まれた殺人のワナ」（1976年、TBS / 大映テレビ） - チャン
- 暁に斬る! 第10話「血塗られた白い肌」（1982年、KTV / 三船プロ） - 竜神の大八
- 火曜サスペンス劇場 / 特別病棟の女（1982年、NTV）